# The Marriage Market (film 1917)
The Marriage Market è un film muto del 1917 diretto da Arthur Ashley.

## Trama
Per salvare il padre, rovinato finanziariamente, Helen Grant accetta a malincuore di sposare Bradley Spayden. Ottenuto il denaro da Spayden, non riuscirà però a consegnarlo a suo padre prima che questi si suicidi. Trattata come un oggetto dal marito, Helen tenta di ottenere l'indipendenza finanziaria vendendo a Eric Foxhall il suo purosangue. Ma Foxhall cerca di abusare di lei: per difendersi, Helen gli spara. Anche se non lo uccide, convinta del contrario, viene vinta dall'emozione e sviene. Spayden, che aveva seguito la moglie, entra in casa e uccide lui Foxhall, fuggendo poi dalla finestra. Il cadavere viene scoperto da Richard Marlowe: questi, innamorato di Helen, crede che la colpevole sia lei e, per discolparla, si autoaccusa del delitto. Quando Richard viene condannato, Helen si precipita in tribunale per confessare l'omicidio ma Grimes, il maggiordomo della vittima, dichiara di sapere chi sia il vero colpevole: quella sera, in casa Foxhall, lui ha visto Spayden che sparava a Foxhall, uccidendolo. Prima di essere arrestato, Spayden si suicida, lasciando libera Helen che può ricongiungersi con l'amato Richard.

## Produzione
Il film fu prodotto dalla World Film e dalla Peerles Productions.

## Distribuzione
Il copyright del film, richiesto dalla World Film Corp., fu registrato il 25 agosto 1917 con il numero LU11353
Distribuito dalla World Film e presentato da William A. Brady, il film uscì nelle sale statunitensi il 10 settembre 1917.